# Stachiomella oxfordia
Genre
Espèce
Stachiomella oxfordia, unique représentant du genre Stachiomella, est une espèce de collemboles de la famille des Odontellidae.

## Distribution
Cette espèce se rencontre en Amérique du Nord.

## Description
Stachiomella oxfordia mesure de 0,6 à 0,8 mm.

## Publication originale
- Wray, 1957 : Some new North American Collembola. Acta Zoologica Cracoviensia, vol. 2, p. 107-117.